# Nifedipine
Nifedipine, được bán dưới tên thương mại Adalat cùng với một số những tên khác, là một loại thuốc dùng để kiểm soát đau thắt ngực, huyết áp cao, hiện tượng Raynaud và chuyển dạ sớm. Đây là một trong những phương pháp có thể lựa chọn cho điều trị đau thắt ngực Prinzmetal. Chúng cũng có thể được sử dụng để điều trị huyết áp cao nghiêm trọng trong thai kỳ. Việc sử dụng thuốc này trong sinh non có thể cho thêm thời gian để steroid làm cải thiện chức năng phổi của trẻ và cung cấp thời gian để chuyển mẹ sang một cơ sở y tế có trình độ trước khi sinh. Nifedipine được uống bằng miệng và có công thức giải phóng nhanh và chậm.
Các tác dụng phụ thường gặp bao gồm chóng mặt, nhức đầu, cảm thấy mệt mỏi, sưng chân, ho và khó thở. Tác dụng phụ nghiêm trọng hơn có thể có như huyết áp thấp và suy tim. Có bằng chứng ủng hộ rằng việc sử dụng chúng trong thai kỳ là an toàn; tuy nhiên, chúng không được khuyến cáo trong thời gian cho con bú. Đây là một thuốc chẹn kênh calci thuộc loại dihydropyridine.
Nifedipine được phát hiện vào năm 1969 và được chấp thuận sử dụng tại Hoa Kỳ vào năm 1981. Nó nằm trong danh sách các thuốc thiết yếu của Tổ chức Y tế Thế giới, tức là nhóm các loại thuốc hiệu quả và an toàn nhất cần thiết trong một hệ thống y tế. Nifedipine có sẵn dưới dạng thuốc gốc. Giá bán buôn ở các nước đang phát triển đối với dạng giải phóng chậm là khoảng 1,90-3,80 USD mỗi tháng. Tại Hoa Kỳ, chi phí khoảng 40-60 USD mỗi tháng, tùy thuộc vào liều lượng sử dụng.